# بیماری کشان
بیماری کشان (به انگلیسی: Keshan disease) نوعی کاردیومیوپاتی اتساعی است که در برخی بیماران بروز می‌کند و عامل آن کمبود سلنیم در رژیم غذایی هم‌زمان با نوعی کوکساکی ویروس است. این بیماری اغلب کودکان و زنان را درگیر می‌کند. بیمار نارسایی قلبی و ادم ریوی دارد. درمان با مکمل‌های سلنیوم است.